# Alula Fartak
Alula Fartak – rów oceaniczny położony na Morzu Arabskim, na południe od półwyspu Fartak w Jemenie. Osiąga głębokości do 5390 metrów. Według niektórych źródeł jest on najgłębszy w zatoce Adeńskiej, co wynika z faktu umownej granicy pomiędzy tymi akwenami.